# 손경원 (배우)
손경원(1972년 5월 22일 ~ )은 대한민국의 배우이다.

## 학력
- 서울예술대학교 연극과

## 출연작

### 영화
- 《한산 리덕스》 (2022년) - 신호 역
- 《한산: 용의 출현》 (2022년) - 신호 역
- 《하산》 (2022년) - 병철 역
- 《올빼미》 (2022년) - 궁문별감 1 역
- 《헌트》 (2022년) - 이주명 대사 역
- 《비상선언》 (2022년) - 과학수사 역
- 《구구단》 (2021년)
- 《킹메이커: 선거판의 여우》 (2020년)
- 《구르는 수레바퀴》 (2020년) - 젊은도법 역
- 《살아있다》 (2020년) - 경비원 감염자 역
- 《해치지않아》 (2020년) - JH 경비원 역
- 《인랑》 (2018년) - 택시 기사 역
- 《원죄》 (2018년) - 명석 역
- 《아이 캔 스피크》 (2017년) - 설비기사 1 역
- 《택시운전사》 (2017년) - 순천 좌판손님 2 역
- 《우리집》 (2016년) - 고모부 역
- 《우주의 크리스마스》 (2016년) - 우주 아빠 / 선배  (목소리) 역
- 《널 기다리며》 (2016년) - 강력2팀 형사 5 역
- 《기화》 (2015년) - 경찰 역
- 《천안함 프로젝트》 (2013년) - 박규창 중령 역
- 《그놈 목소리》 (2007년) - 유괴 피해 가족 역
- 《너는 내 운명》 (2005년) - 가게 주인 남자 역
- 《하류인생》 (2004년) - 서기 역

### 드라마
- 《정숙한 세일즈》 (JTBC, 2024년) - 철물점 사장 역
- 《아라문의 검》 (tvN, 2023년) - 초자하 역
- 《소년심판》 (넷플릭스, 2022년) - 미성년자 무면허 사건 보조인 역
- 《보이스 4》 (tvN, 2021년) - 공찬석 역
- 《외출》 (tvN, 2020년) - 조부장 역
- 《검사내전》 (JTBC, 2019년) - 김영춘 역
- 《나의 나라》 (JTBC, 2019년) - 병조전서 역
- 《열여덟의 순간》 (JTBC, 2019년) - 로미의 아버지 역
- 《배가본드》 (SBS, 2019년) - 박국장 역
- 《리갈하이》 (JTBC, 2019년) - 박병두 검사 역
- 《알함브라 궁전의 추억》 (tvN, 2018년) - 오영식 이사 역
- 《신의 퀴즈: 리부트》 (OCN, 2018년) - 의사 역
- 《작은 신의 아이들》 (OCN, 2018년) - 노조위원장 역
- 《미스터 션샤인》 (tvN, 2018년) - 학부대신 역
- 《라이프 온 마스》 (OCN, 2018년) - 노형사 역
- 《슈츠》 (KBS2, 2018년) - 한유석 역
- 《손 the guest》 (OCN, 2018년) - 작업반장 역
- 《최고의 이혼》 (KBS2, 2018년) - 식당주인 역
- 《슬기로운 감빵생활》 (tvN, 2017년) - 목정현 신부 역
- 《아르곤》 (tvN, 2017년) - 홍보이사 역
- 《조작》 (SBS, 2017년) - 시경캡 역
- 《구해줘》 (OCN, 2017년) - 강은실 남편 역
- 《블랙》 (OCN, 2017년) - 말기암환자 역
- 《언터처블》 (JTBC, 2017년) - 선동남 역
- 《아버님 제가 모실게요》 (MBC, 2016년) - 이현우 부 역

### 연극
- 《리어왕》
- 《게릴라 씨어터》
- 《꽃가루 마이신》
- 《모토타운》
- 《오아시스 세탁소 습격사건》
- 《백사 이선생》
- 《매혹》
- 《집도절도》
- 《처용,오딧세이》
- 《흉가에 볕들어라》
- 《파행》
- 《흉가에 볕들어라》
- 《똥벼락》
- 《황성의 노래》
- 《진공관》
- 《애비대왕》
- 《세기초기 괴기전기》
- 《마당놀이 허준》
- 《맹진사댁 경사》
- 《코끼리 사원에 모이다.》
- 《비계덩어리》